# Jeremy Hall (acteur)
Jeremy Hall, né le 6 octobre 1981, est un acteur, réalisateur et producteur de films pornographiques gays.

## Biographie
Hall commence sa carrière à Vancouver (Canada) en 2005. Il travaille tout d'abord pour le réalisateur Chi Chi LaRue. A 24 ans, il réalise et produit son premier film pornographique pour les Studios Fierce Dog Studios. Ce film s'appelle Vancouver Nights et compte au casting Brent Everett. L'année suivante, Hall crée son premier site payant, ClubJeremyHall.com, où il est filmé avec d'autres acteurs canadiens, dont par exemple Pierre Fitch,. Cette initiative a été remarquée par CyberSocket Web Awards en tant que Best New Site of the Year. Hall y a gagné une réputation lui permettant de recruter et filmer plus de personnes. En 2011, il crée FraternityX, un nouveau site payant. Plus tard cette année-là, Online Buddies (une société proche du célèbre site de rencontres gay Manhunt.net) annonce un partenariat avec Hall. Le contrat concernait plusieurs nouveaux sites payants produits par Hall,,.

## Filmographie
- 2006 : No Cover de Chi Chi LaRue
- 2006 : Lust Resorts de Chad Donovan, avec Eddie Stone
- 2006 : Wildlands, avec Dean Monroe, Rod Daily
- 2006 : Spokes III de Chris Steele, avec Ralph Woods, Mason Wyler
- 2007 : On Fire! de Chad Donovan et Chris Steele, avec Dean Phoenix, Jesse Santana
- 2007 : H2O de Brian Miller, avec Damien Crosse, Steve Cruz, François Sagat
- 2009 : Vegas Fuckfest 2009

## Récompense et nominations
- 2007 : Nominations aux GayVN Awards dans la catégorie Best Newcomer (Meilleur nouveau venu)[12].
- 2007 : Gagnant aux Grabby Awards dans la catégorie Three-Way Sex Scene (Meilleure scène de triolisme) dans No Cover (Rascal Video/Channel 1) avec Luca DiCorso et Jan Fischer[13].
- 2008 : Nomination aux GayVN Awards dans la catégorie Best Group Scene (Meilleure scène de groupe) dans Bottom of the 9th[14].